# Érdeklődés

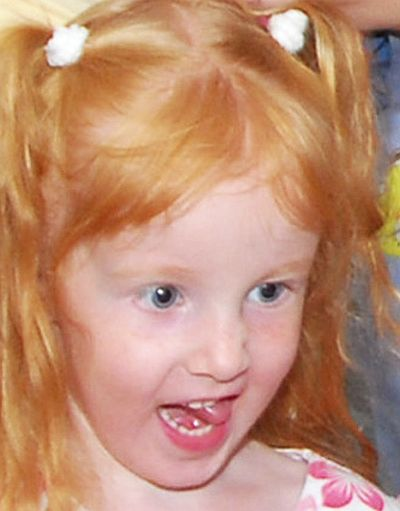
Erősen érdeklődő arckifejezés, melynek jellemzői, leesett áll, kiöltött nyelv és tágult pupillák.

Az érdeklődés olyan személyiségtulajdonságunk, amely segítségével kiválasztjuk környezetünkből a számunkra jelentős dolgokat, tárgyakat, embereket. Az érdeklődés érzelemmel telített odafordulás valamihez, amely során a személyiség "saját ízlése szerint" értékesnek ismeri el az adott tárgyat, témát, dolgot. Olyan reflektorfényként is fel lehet fogni, amely kapcsolatot létesít a személyiség és a dolog között. Az érdeklődéssel odafordulás valamihez lehet spontán és tudatosan irányított is. A tudatos irányításnak vannak korlátai, de jelentősen tágabb a mozgásterünk, mint pályakezdőként az első munkahelyünkön gondolni szoktuk.
Az érdeklődés fenntartásában perdöntő szerepe van az érdeklődés tárgyával való rendszeres kapcsolattartásnak. Felsőoktatási hallgatók esetében ez a probléma különösen jól megfigyelhető.
Az érdeklődésben az embernek a világgal való kapcsolata fejeződik ki. A személyiség érdeklődéskor részt követel a dologból, bele akar hatolni, erős igénye van arra, hogy belsőleg vegyen részt a témában, tárgyban, személyben. Személy iránti érdeklődés esetén bizonyos feltételek mellett ez az intim kapcsolat iránti erős igény a szerelem. És szerelemmel tudunk szeretni természetesen egy hivatást is, amennyiben rátalálunk egy "igazira". Itt érdemes megjegyeznem, hogy minden személyiséghez nem egy, hanem egy sor pálya illik.
Az érdeklődéstől megkülönböztetjük a kíváncsiságot, ami az érdeklődéssel szemben erősen múlékony.
Az érdeklődéshez hasonló a beállítottság, de amíg a beállítottság inkább csak érzelmi szükséglet, addig az érdeklődés az érzelmi szükségleten túl, még sokkal inkább egy válogatásra és megismerésre való belső igény. Mivel tehát az érdeklődés nem csak szükséglet, hanem igény, ezért tekinthetjük luxuscikknek is, amihez viszont gyakorlatilag bárki hozzájuthat.
Az érdeklődéshez hasonlít a motiváció is, ami elsődlegesen szükségletünk, azaz nem mi szubjektív válogatásunk eredménye, hanem egy automatikusan megjelenő szükségletünk.
Ezzel szemben az érdeklődésünk genetikai kódolt információkra épül rá, de egyedi, mert magunknak építjük fel tetszésünk szerint.
Az érdeklődésünk létezésének célja, hogy valamennyi gondolatunk és tevékenységünk oka legyen.
Az érdeklődés külső jele az erős érzelmi töltet, amely legbiztosabban beszélés és a tevékenykedés közben vehető észre magunkon vagy másik emberen.
Az érdeklődés a pályaválasztás, pályatervezés és pályavitel leginkább meghatározó személyiség vonása a képességek, értékek és munkamód tulajdonságaink mellett.